# Физиогномика

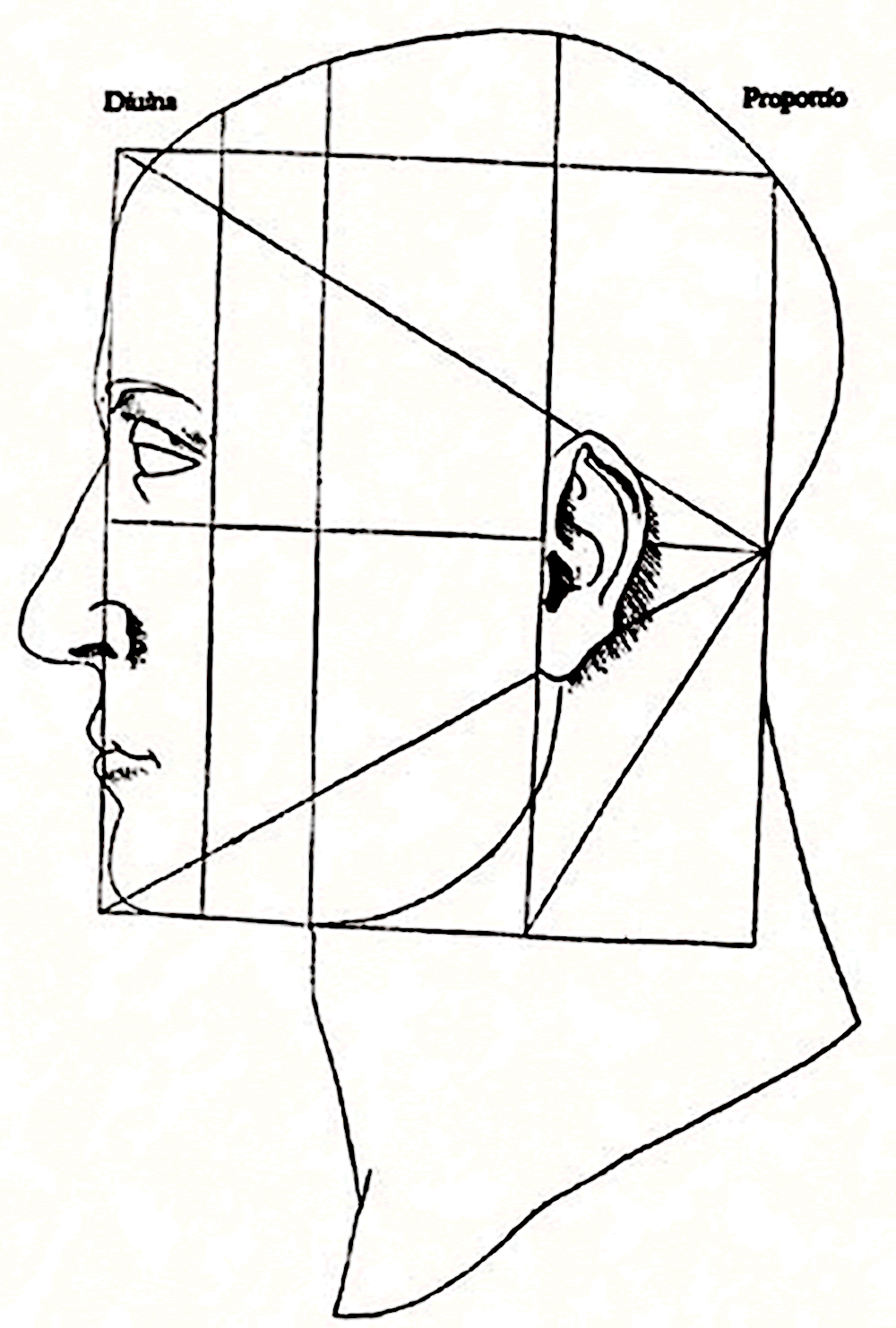
Гравюра, иллюстрирующая золотое сечение применительно к человеческому лицу. Лука Пачоли «Божественная пропорция». Венеция, 1509 г.

Физиогно́мика (от греч. φύσις — природа, γνώμων — мысль, познавательная способность) (устар., прозопология (др.-греч. πρόσωπον — лицо, λόγος — слово) или прозопомантия (др.-греч. πρόσωπον — лицо, μαντεία — гадание)) — псевдонаучный способ определения типа личности человека, его душевных качеств и состояния здоровья, исходя из анализа внешних черт лица и его выражения.
Представители экспериментальной психологии относят физиогномику к числу лженаук, ставя её в один ряд с месмеризмом, френологией и спиритуализмом.

## Варианты определений
«Уменье по внешности и особенно по лицу судить о внутренних качествах человека, делать заключение о его характере».
Термин «физиогномика», по-видимому, впервые употребляется Гиппократом, на которого ссылается Гален.
В «науке» древности и некоторых позднейших эпох — учение о необходимой связи между внешним обликом человека (и любого животного) и его характером.
Карл Ясперс писал: «Физиогномика — это исследование устойчивых соматических конфигураций как отличительных признаков сферы психического».
«Физиогномика — это экспрессия лица и фигуры человека, взятая безотносительно к выразительным движениям и обусловленная самим строением лица, черепа, туловища, конечностей».
По другому определению, физиогномика — это область знаний, позволяющая через восприятие и «чтение» лица человека получить информацию о его личностных особенностях, определяющих поведение и отражающих индивидуальность жизнедеятельности.
Определение физиогномики в словаре иностранных слов в русском языке под редакцией Попова М. от 1907 года:
«Хотя физиогномика имеет длительную историю, единая терминология описывающая физиогномические феномены не выработана, нет однозначного предписания смысловым компонентам терминов».
В целом, физиогномика — это эзотерическое учение (к примеру, в Древней Греции «трактовалась как химерическое искусство, так как изучавшие её акузматики отстаивали тесную связь между внешним обликом человека и его внутренними качествами, но доказать этого положения не могли»).

## Этимология
Слово «физиономия» пришло в русский язык из французского (фр. physionomie, выражение лица < фр. physiognomie, искусство распознавать особенности характера и склонности человека по чертам его лица < лат. physiognomia < лат. physiognomonia < греч. Φυσιο + греч. γνωμονικά).
в XVIII в. слово «физиономия» использовалось в значении «искусство распознавать особенности характера и склонности человека по чертам его лица», затем — в значении «выражение лица». Сегодня «физиономией» называют лицо, а вместо «физиономика» употребляют слово «физиогномика».
В своём труде «Всеобщая психология с физиогномикой в иллюстрированном изложении» И. А. Сикорский писал: «Термин Физиогномика происходит от греческих слов <…> отсюда физиогномония — искусство распознавать характер и склонности по внешним признакам; самые же распознавательные признаки назывались physiognomonica (множественное число от Φυσιογνωμονιχόν). По сокращению от „физиогномоника“ получилось „физиогномика“. Термины Φυσιογνωμονίη, Φυσιογνωμονιχόν уже встречаем у Гиппократа и у средневековых авторов <…> Термин „физиогномика“ получил окончательное значение — распознавание душевных свойств по чертам лица, по движению рук и по другим телодвижениям…»
В 1789—1790 годы Н. М. Карамзин во время поездки в Европу посетил И. К. Лафатера, прослышав про его теорию прогностики характера человека по лицу. Карамзин написал: «Я к Лафатеру не пристрастен и обо многом думаю совсем не так, как он думает; однако ж уверен, что его „Физиогномические фрагменты“ будут читаемы и тогда, когда забудут, что жил на свете почтенный доктор Бистер».

## Предмет изучения
В общем понимании предметом физиогномики является психодиагностика личности по внешнему облику, прежде всего по лицу. Однако были периоды, когда психодиагностике подвергались разные части тела. В широком понимании предметом физиогномики было как лицо, так и тело, характерные гримасы, жесты и позы, телосложение и осанка. В древности физиогномика применялась также к животным. Впервые это было описано неизвестным автором в труде Φυσιογνωμονικά (часто это сочинение приписывают Аристотелю), где были перечислены главнейшие признаки: «Скажу теперь, каких родов берутся знаки. Они берутся всех родов: распознают характер и по движениям, и по фигуре, и по цвету, и по выражению лица, и по волосатости, и по гладкости [по отсутствию волос], и по голосу, и по мясистости, и по членам, и по всему типу [виду] тела» (а 26-33). Позже из понятия «физиогномики» выделились кинесика, френология, окулесика и т. д., и термин физиогномика стал использоваться в узком понимании.

Среди людей замечено чудесное явленье:

В разнообразье миллионов лиц

Не встретить повторенья.

Идентификация лица человека и её эмоциональное восприятие «<…>началось с проявления первого начала общественного самосознания в человеческом обществе, с того времени, как человек стал складывать в устные предания общие свои наблюдения и выводы» В последующем, вера во взаимосвязь между внешностью и характером нашла отражение сначала «<…>в фольклоре, <…>в преданиях разного рода знахарей и гадателей», а затем «<…>в работах древних философов и писателей, став частью общепринятых знаний». Рассматривая лицо как носителя коммуникативного потенциала, люди уделяют значительное внимание сообщениям на лицах окружающих. Оценивая человека, мы зачастую в значительной степени полагаемся именно на выражение лица. Возможно, поэтому «приоритет лица (facial primacy) или тенденция придавать лицу больше веса по сравнению с другими коммуникативными каналами <…> может быть связана с убеждением в том, что лицо многое говорит о личности человека и о его характере. Это убеждение появилось сотни (а может, тысячи) лет назад».

## Попытки использования физиогномики в науке
Многие учёные пытались доказать необходимость физиогномики, например, Чарльз Дарвин, отвечая на вопрос: «Что есть научного в так называемой науке о физиогномике?», писал: «Каждый индивидуум сокращает преимущественно только определённые мускулы лица, следуя своим личным склонностям. Эти мускулы могут быть сильнее развиты, и поэтому линии и морщины лица, образуемые их обычным сокращением, могут сделаться более глубокими и видными». Но никаких доказательств научности метода получено не было.
«Физиогномика, на протяжении тысячелетий изучавшая взаимосвязь строения лица и черт характера, накопила огромный массив наблюдений и гипотез, большинство из которых, однако, не выдерживает серьёзной научной проверки».
Тем не менее, попытки использовать физиогномику не прекращаются. «Педагогам и врачам, актёрам и политикам, бизнесменам и менеджерам умение моментально снимать информацию с лица делового партнёра, собеседника, подчинённого весьма полезно».
В 2014 году группа учёных разработала математическую модель, которая позволяет по характерным участкам лица предсказать однонуклеотидные полиморфизмы человека. Точность их метода осталась невысокой.
В 2016 году китайские исследователи создали нейросеть, которая, как утверждается, способна распознавать лица преступников. В 2021 году американский исследователь Майкл Косински создал нейронную сеть, которая, как утверждается, смогла определить политические пристрастия по бинарной системе «либерал — консерватор» с точностью 72 %. В 2017 году им же был создан алгоритм, позволяющий по фотографии определить сексуальную ориентацию.
В 2021 году израильские учёные создали нейросеть, способную по микромимике выявлять ложь с точностью 73 %.
В 2023 году учеными Колумбискойго университета г. Нью-Йорк было опубликовано масштабное исследование предсказуемости по фотографиям лиц с помощью нейронных сетей 349 бинарных переменных отражающих разные виды личных данных. Около 23 % переменных получилось предсказать с точностью статистически выше точности случайного угадывания, а для 77 % переменных точность прогноза статистически не превышала точность случайного угадывания. Согласно исследованию, значительная доля предсказательной силы изображений объясняется демографическими данными определёнными по изображению (возраст, пол, раса) — однако иные факторы также вносят вклад в точность прогноза — среди них исследователи выделяют цифровые отпечатки оставленные смартфонами в пикселях изображения, индекс массы тела, характеристики кожи и волосяного покрова лица. Точность прогноза для большинства переменных, которые возможно предсказывать, однако не высока (точность 60-70 %) — исследователи делают вывод, что такие прогнозы несут ограниченный риск раскрытия частной информации, могут быть полезны при рекламном таргетинге, однако также могут быть основанием для дискриминации и предвзятости в результате часто ошибочных прогнозов.

## Физиогномика Востока
В Китае Физиогномика считалась полноправной отраслью медицины. Сянфа 相法 («законы внешнего облика»), сяншу 相术 («искусство гадания по внешнему облику») или сяньжэньшо 相人說 （"искусство предсказания судьбы по внешнему облику"） были основаны на представлении о взаимосвязи судьбы и характера человека с его физическими характеристиками. Первые упоминания о физиогномике встречаются в летописи Цзочжуань (V в. до н. э.). Однако, Сюнь-цзы (3 в. до н. э.) доказывает как то, что Физиогномика уже существовала как система, так и то, что её практичность подвергалась сомнению (гл. Фэйсян, «Отрицание физиогномики»). Среди китайских отрицателей Ф. выступал также Ду Му 杜牧 (803—852).
Ван Чун (1 в. н. э.) в «Критических суждениях» говорит: «Человеческая жизнь во власти Неба, это проявляется во внешности, исследуя её проявления, познаётся судьба, как с помощью доу и ху (меры объёма) познаётся вместимость». Физиогномика была повседневной практикой в традиционном Китае. Так, например, в книге двадцать четвёртой главе шестой «Люйши чуньцю» упоминается беседа о физиогномике некоего искусного физиономиста (善相人) с правителем царства Чу Чжуан-ваном (613—591 гг. до н. э). В главе 92 «Исторических записок» Сыма Цяня приведён эпизод из жизни одного из выдающихся соратников первого ханьского императора, полководца Хань Синя (см. также эпизод с гаданием по лицу, упоминаемый в седьмой главе «Хуайнань-цзы», а также во второй главе «Ле-цзы» и седьмой главе «Чжуан-цзы»):

Цисец Куай Тун, понимая, что судьба Поднебесной в руках Хань Синя, решил с помощью хитроумного плана поколебать [его намерения]. Он стал наставлять Хань Синя, исходя из учения сянжэньшо. Он сказал: «Я освоил искусство угадывания личности по внешности». «Как же вы определяете судьбу человека по лицу?» — спросил Хань Синь. Куай Тун отвечал: «Благородство и подлость человека отражаются в строении его костей, заботы и радости сосредоточены в его внешнем виде, свершения и провалы проявляются в его решительности. Тот, кто все это учитывает, в десяти тысяч дел не совершит и одной ошибки».

«В физиогномической практике Китая применялись схемы и термины. Физиогномические термины „5 вершин“ (лоб, нос, подбородок и скулы), „3 двора“ („верхний двор“ — от границы волос до переносицы, „средний двор“ — от переносицы до кончика носа и „нижний двор“ — от кончика носа до подбородка) и пр. размечающие расположение частей лица. Все разнообразие частей лица сводилось к нескольким типам: восемь типов носов, шесть типов глаз и т. д., с каждым типом связывался иероглифический аналог и определённый приём письма. Контуры лица определялись восемью иероглифическими подобиями („8 норм“): квадратное лицо сравнивалось с иероглифом тянь („поле“), лицо, расширяющееся в нижней части, уподоблялось иероглифу фэн („ветер“)».
Основные моменты, на которые были обращены гадательные практики в Китае, — обильное потомство, материальное благополучие и продвижение по службе. К примеру, «физиогномисты — конфуцианцы старались прежде всего обнаружить наличие или отсутствие на лице признаков таких нравственных качеств, как почтительность к родителям, благопристойность, преданность своему господину, верность властям». При этом особенно важны были симметрия и гармония черт лица, сулившие хорошую судьбу. Крупные, правильные черты, квадратное лицо у мужчин и круглое лицо у женщин (символ полноты, достатка в семье) служили признаком богатства и знатности. Всякая же асимметрия черт, а также узкий лоб, маленький подбородок назывались «отклонениями» и свидетельствовали либо о каком-то нарушении здоровья, либо предвещали беды. Лоб — «если его выпуклость как стоящая стена, он широк, прям и высок — это облик знатного и долголетнего человека»; уши — «они возвещают долголетие, если толсты и крепки, приподняты и длинны»; складки у глаз — «когда они идут кверху — богатство и счастье непрерывной чередой»; нос — «должен быть толст и плотен — будешь жить долгие годы»; подбородок — «если подбородок остер или придавлен — не займёшь почётного положения»; скулы — «должны быть выдающимися, если они не выступают, не заметны, то человек ничтожен и рано умрёт».

## Античная физиогномика
Первые упоминания о физиогномике на Западе приписывают Аристотелю. Элементы физиогномических исследований также содержатся в работах древнегреческого учёного Теофраста, однако ранее этим интересовался и Гиппократ. К примеру, около 340 г. до н. э. Аристотель красноречиво писал по вопросу, поднятому ещё Гиппократом: «Если люди имеют большие лбы, — замечает он в „Истории животных“, — то они медлительны и в движениях, если у них широкие лбы, то они легко подвержены безумию, если у них лбы закруглённые или выпуклые, то они вспыльчивы». Первым систематическим трактатом, который дожил до настоящего времени, является «Physiognomica», приписываемый Аристотелю, но считающийся более поздней подделкой. Он и его сторонники считали, что черты лица и его общее выражение характеризуют тип людей и что по ним можно определять уровень интеллекта человека и его одарённости. Однако научные критерии в его описаниях лица отсутствовали и были абсурдными. В дальнейшем, учёные Древней Греции и деятели Древнего Рима — врачи Гален (129 — ок. 200) и Цельс (первая пол. II в. н. э.), мыслители Цицерон (106 — 43 до н. э.), Плиний Младший (61 — ок. 113 н. э.) и т. д., также изучали лица людей. «В древности физиогномика была наукой, и притом весьма серьёзной и важной…». «Столь важный аспект теоретической мысли классической древности был связан с серией трактатов по физиогномике. Из множества написанных сочинений до нашего времени сохранились четыре: приписываемый Аристотелю учебник (конец IV — начало III в. до н. э.); трактат ритора II в. н. э. времен императора Адриана, Полемона из Лаодикеи; трактат врача и софиста IV в. н. э. Адамантия и физиогномический труд „De physiognomonia“ латинского анонима также IV в. н. э.»

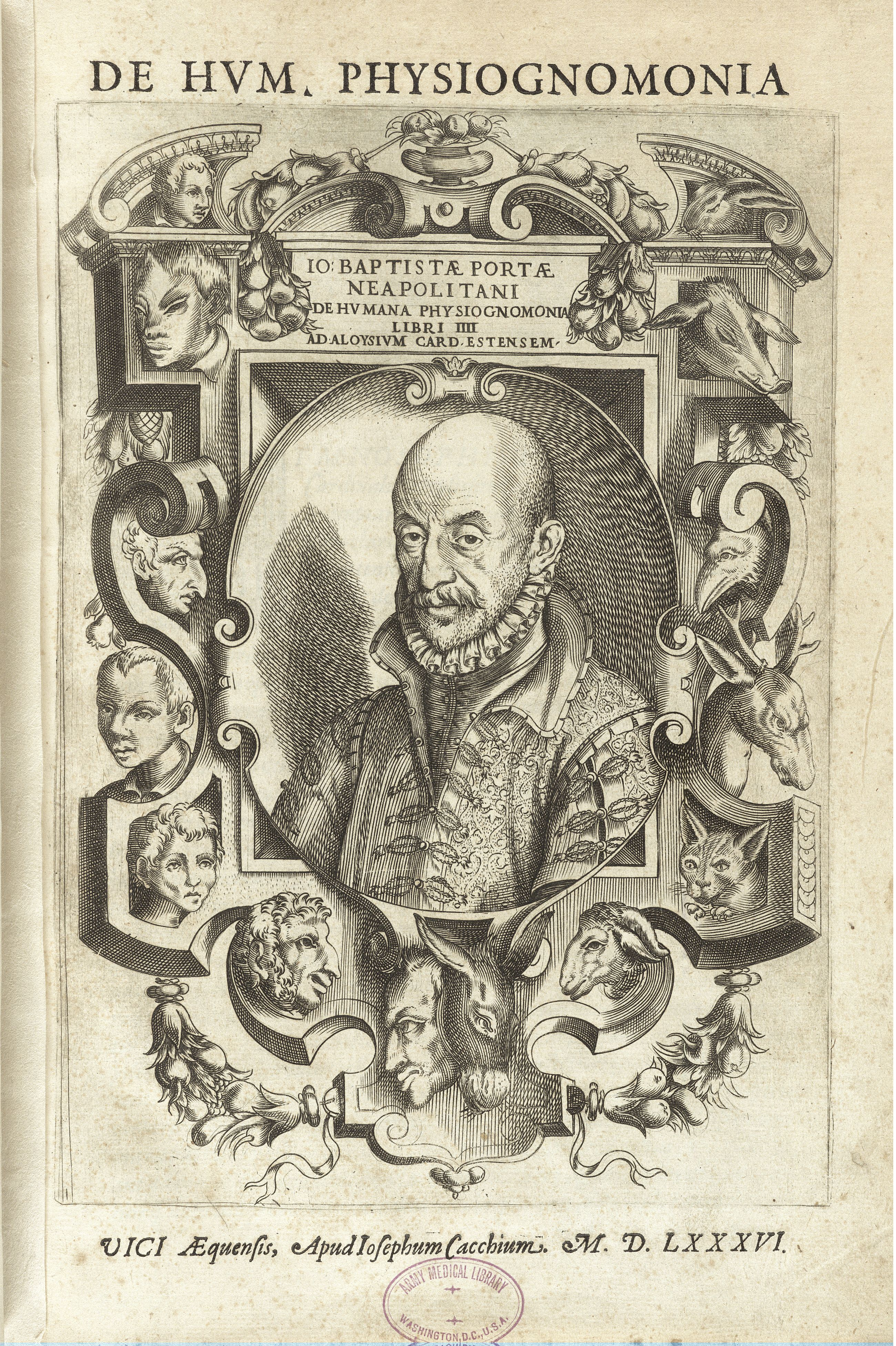
Обложка труда Джамбаттиста делла Порта «De humana physiognomica»

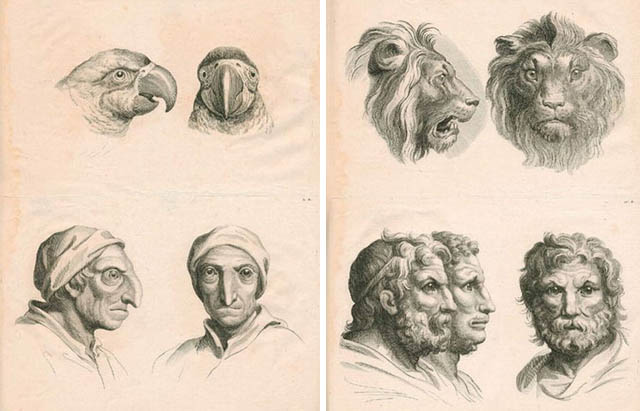
Попытка Шарля Лебрена кодифицировать визуальное выражение эмоций в живописи.

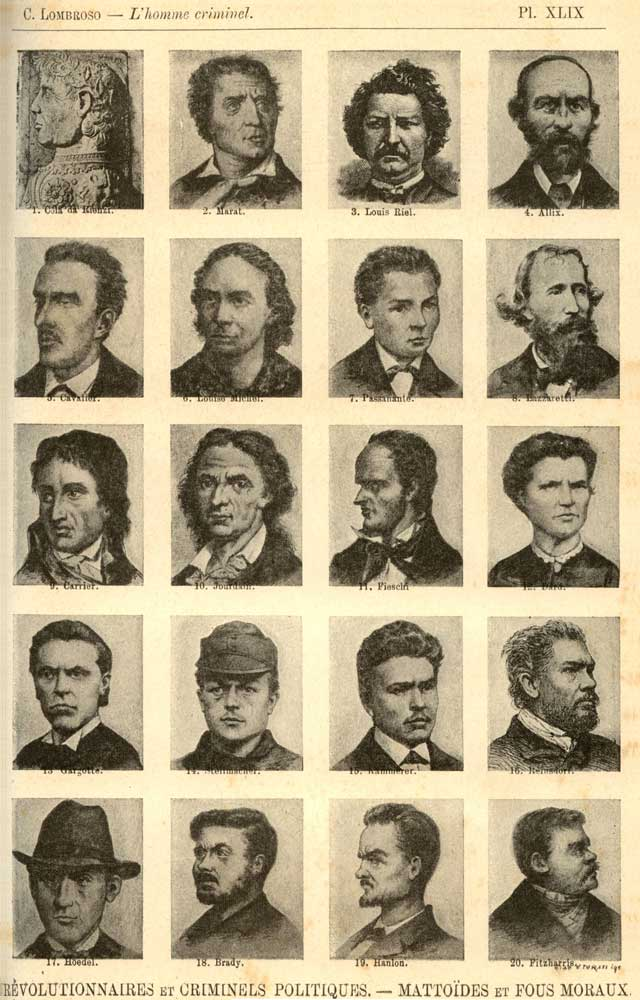
Особый раздел в знаменитом каталоге Чезаре Ломброзо отведён «революционерам и политическим преступникам».

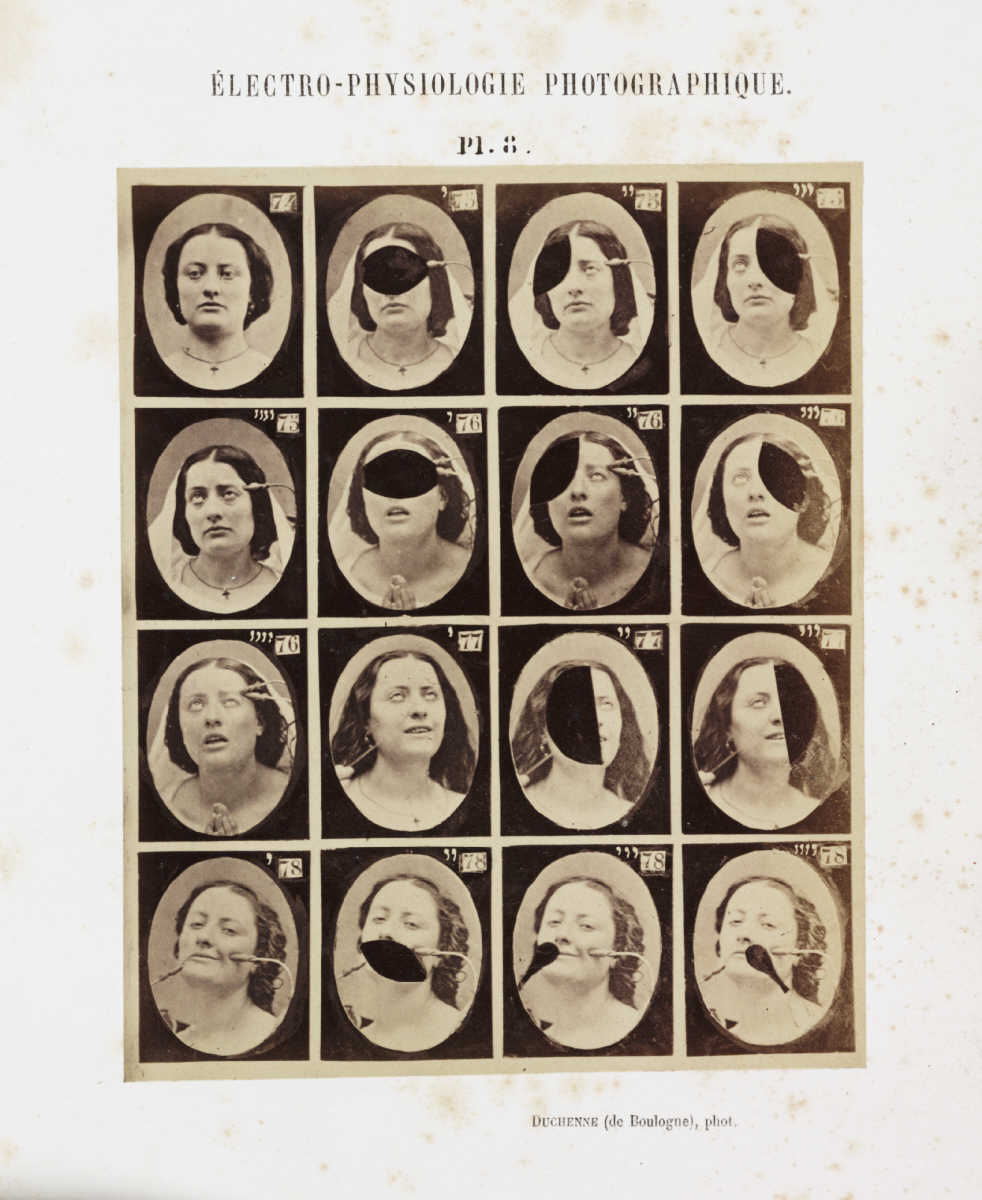
Дюшен де Булонь, «Механизм выражений лица человека» эксперименты Дюшена.

## Физиогномика Средневековья и Возрождения
Последующие исследования по физиогномике относятся к Средневековью. В этот период в Европе произошло отделение физиогномики от науки. Однако Ибн Сина разделял взгляды Аристотеля и ссылался на его труды, когда речь шла о мимике. Вместе с тем в своей практике он подробно анализировал выражения лиц больных и приобщал результаты наблюдений к другим аргументам при постановке диагноза и оценке состояния больного.
Эпоха Возрождения открыла пути новым течениям в искусстве и науке. На этой волне с новой силой возник интерес к физиогномике, о популярности которой свидетельствовало значительное количество посвящённых ей статей и книг, которых было написано в XVI в. больше, чем за все предшествующие периоды. Особый вклад внёс Леонардо да Винчи, описавший результаты своих наблюдений в «Книге о живописи мастера Леонарда да Винчи. Живописца и скульптора Флорентийского». Леонардо подверг научному анализу закономерности строения лица, его пропорции. Появилась работа Томаса Хилла «The Contemplation of Mankind», написанная в 1588 г., где автор выделил 4 типа лица, которые ассоциировались с основными типами характера и темперамента, в соответствии с основными элементами: земля, вода, огонь, воздух.
В Новое время псевдонаучная физиогномика подверглась серьёзной критике Монтеня, Бэкона, Д. Б. Делла Порты, Канта, Гегеля, Шопенгауэра, Ясперса и многих других.

## Физиогномика Нового времени
Широкую известность в 1860-х гг. получили труды психиатра, основателя биокриминалистики, профессора Туринского университета Чезаре Ломброзо. В труде «Преступления, причины, средства борьбы» (1899 г.) Ч. Ломброзо разработана классификация факторов преступлений, включающая физические, биопсихологические и социальные факторы с научного подхода к физиогномике. Труды Дюшена и Дарвина во многом способствовали созданию новейшей физиогномики, чему содействовали следующие условия: «развитие антропологии <…>; успехи психологии и более точная психологическая классификация чувств (внутренние знаки); применение к делу (по инициативе французских психиатров) поэтических изображений душевных состояний и, наконец, применение художественных произведений для целей научных и физиогномических <…>»

## XX век в истории физиогномики
«Попытки эпигонов немецкой позднеромантической традиции в лице Л. Клагеса или Р. Каснера вернуть статус науки физиогномическому знанию (сюда же относится графология, характерология и т. п.) с точки зрения отработанных к XIX веку критериев научности могут быть оценены лишь как авантюра. Ибо здесь нет точного обнажения каузальных связей, здесь нечего „наблюдать“ и можно только интуитивно „усматривать“. Но для античности и для средневековья физиогномика — такая же полноправная наука, как для эпохи Просвещения — ньютоновская физика…» О физиогномике с позиций философии экзистенциализма писал и другой немецкий учёный, Карл Ясперс, который считал, что физиогномический подход позволяет в общих чертах обрисовать присущую данному индивиду психическую атмосферу, подвергал критике не поддающиеся проверке суждения статической физиогномики и признавал учение о мимике.

### Физиогномика в России
В отечественных исследованиях по истории и теории античной литературы почти не нашлось места для одного важного и специфического аспекта теоретической мысли классической древности, связанного с серией трактатов, носящих название «Физиогномики» (точнее, «Физиогномоники»). Говорю «почти», поскольку в советской научной литературе есть все же страницы, посвящённые псевдоаристотелевскому трактату с указанным названием… Имею в виду четвёртый том фундаментальной «Истории античной эстетики». В общих же курсах античной литературы физиогномика даже не упоминается.
И. М. Нахов

Лишь отдельные периоды истории физиогномики рассматривали И. А. Сикорский, И. М. Нахов, В. В. Куприянов, Г. В. Стовичек, В. А. Лабунская; зависимость между психическими заболеваниями, внешними статическими и динамическими признаками изучали В. М. Бехтерев, Л. С. Минор, В. Ф. Чиж, Л. М. Сухаребский; теория восприятия людьми друг друга разрабатывалась в работах А. А. Бодалева, В. Н. Панфёрова и др.

## Виды физиогномики
1. изучение невербального поведения (мимики, телесной моторики);
2. изучение особенностей лица — физиогномики, строения тела.

Выделяют также следующие виды физиогномики:
- этнологическая акцентирует тесную связь человеческого существа с окружающей средой и временами года (описанная у Гиппократа в работе «О воздухах, водах и местностях», IV в. до н. э.; так же встречается в трудах Цицерона, Ксенофонта, Платона и др.);
- астрологическая физиогномика в основе которой лежит связь между некоторыми линиями лица и небесными светилами (Д. Кардано «Fisionomia Astrologica», XVI в. — в частности, приписываемая ему учение метопоскопии (от греч. «метопон» — «лоб»); К. Г. Карус «Symbolik der menschliche Gestait». Лейпциг, 1853);
- френология — собственная система, изначально называемая «крайниология», созданная Ф. Галлом и описанная в книге «Anatomie et pfysiologie du system», 1810; И. Шпурцхайм популяризировавший френологию, дав соответствующее название учению. Позднее были попытки И. Мебиуса усовершенствовать систему в труде «Uber die Anlage zur Mathematik». Лейпциг, 1900;
- геометрическая появилась в конце XIX в. и систематизирована в работах французского физиолога Эжена Ледо[33]. Он разделил лица на 5 геометрических типов, каждый из которых подразделяется на 3 класса; при этом каждому типу соответствует определённый характер;
- мимическая, главнейший принцип которой состоит в том, что физиогномическими признаками являются только запечатлённые на лице выражения эмоций и чувств человека (Петрус Кампер, его последователь Чарльз Белл в своём труде «Анатомия и физиология выражения», 1806; Г. Дюшен «Механизм человеческой физиогномии или электрофизиологический анализ выражения страстей», середина XIX в.; Ч. Дарвин «О происхождении видов», 1859; И. А. Сикорский «Всеобщая психология с физиогномикой», 1904, 1912); И. М. Сеченов «Физиология нервной системы», 1866;

«Мы иногда совершенно верно судим о 
 
человеке по первому впечатлению, на 

основании, быть может, и бессозна-  

тельно накопленного опыта, в силу   

ассоциации угадывая в человеке те   

или иные качества. А потому он сразу

становится нам либо симпатичным, ли-

бо антипатичным… Мы полагаем, что   

это объясняется и до известной сте- 

пени интуицией — бессознательным на-

итием, тем даром угадывания, не ска-

жу ясновидения…».

### Принципы или основные положения физиогномики
Физиогномика базируется на следующих основных принципах:
- принцип внутреннего и внешнего подчеркивает взаимосвязь видимого и невидимого, указывает на взаимосвязь формы и содержания, физического и психического, морфологических особенностей строений лица со внутренним содержанием личности;
- принцип целостности подразумевает, что целое всегда нечто большее, чем просто сумма его частей. Чем сильнее связи различных элементов, тем больше и качественнее целостность. Исходя из этого принципа, каждая часть тела может нести информацию о целом. Но эта информация будет несколько неполной. Поэтому информация, полученная только на диагностических данных, не может дать полного представления о личности;
- принцип субъективности указывает на то, что любая информация считывается человеком только на том уровне, до которого он дорос, и с той точностью и целостностью, на которую способен благодаря своим возможностям и компетенции (развития);
- принцип избирательности констатирует, что все, что соответствует личности — её мировоззрению, ценностям, мышлению, направленности и т. п., — воспринимается быстрее, качественнее. Субъективная оценка восприятия весьма зависима от мотивации, интересов и потребностей человека;
- принцип равновесия проявляется через баланс и пропорции физического и психического. Любое нарушение равновесия свидетельствует о дисгармонии, внутренней борьбе, конфликте с самим собой;
- принцип соотношений является основополагающим при считывании информации. Соотношение форм, цветовой гаммы, твёрдых и мягких тканей и других признаков частей лица.

### «Трудности перевода», или факторы, затрудняющие «чтение» лица
Физиогномика является целостной системой, так как черты лица тесным образом взаимосвязаны. И точность результата «чтения» зависит от умения оценить все факторы, влияющие на лицо, которые, в свою очередь, делятся на следующие группы:

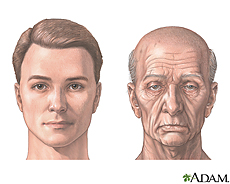
Старение лица человека: это уменьшение объёма мышц, более жёсткая кожа, выпадение волос.

1. в зависимости от воздействий, оказывающих на лицо человека:

«современные физиогномисты полагают, что любое изменение в чертах лица связано со значительными внутренними и эмоциональными изменениями». Подобные изменения возможны двумя факторами или группами воздействий:
- внешние (воздействия любого рода на лицо, не зависящие от самого человека, по неосторожности или осознанно (порезы, ожоги, выщипывание бровей, стрижка, косметика, дефекты и деформации отдельных органов и участков лица, которые возможно устранить пластическими операциями — такими как блефаропластика и кантопластика, ринопластика, отопластика, хейлопластика, ментопластика или гениопластика, лифтинг или ритидэктомия, липофилинг, ботокс); вредные привычки; среда обитания: экстремальные условия, городской образ жизни, географическое место проживание и т. д.);
- внутренние изменения в организме человека, которые могут вызвать изменения форм черт и выражение лица (напряжение нервной системы — депрессия, стресс, переутомление; болезни — микседема (отёк), белая горячка (одутловатость, румянец, тремор), миоз (сужение зрачка), психоз (жалкий вид); геми - и гемигипертрофия лица; непрерывная тенденция изменяться под влиянием возраста, где «следует иметь в виду, что все признаки полностью формируются в каждом человеке лишь к 40 годам»[36] и т. д.).

2. в зависимости от культурных особенностей:
- существование в каждой культуре специфических эталонов для восприятия и оценки внешности другого человека, позволяющих интерпретировать его как определённый тип личности, называемый феноменом социального восприятия[37]. В каждой культуре свои исторические подоплёки формирования тех или иных материальных и духовных ценностей, традиций, фольклора и обычаев . Применение эталонов культуры к другим этническим группам может привести к неверным представлениям и суждениям: кийяфа — древнее искусство бедуинов, фирасат[пояснение 2] — у мусульман, сянфа (сяншу) или сяньжэньшо — искусство предсказания судьбы по внешнему облику в Китае, человидчество — гадание у древних славян, «нинсо — древне — японское искусство, позволяющее читать человеческие лица, как открытую книгу»[38], которая, в целом, базируется на системе возрастных позиций[31];

3. в зависимости от метода идентификации психологических параметров человеческой личности в контексте аналитической психологии:
- первая попытка классификации психофизиологических типов людей уходит в глубину тысячелетий и отражена в трактатах древнеиндийской медицинской системы Аюрведы (санскр. — наука о долголетии);
- «астрологическая психоморфологическая классификация людей, учитывающая планету, которая доминирует в гороскопе каждого человека и оказывает влияние на его характер, наклонности, а также морфологию лица»[39]. Специалисты в данной области считают, что если учесть дату и час рождения человека, положение Солнца, Луны и всех планет в этот момент, то число вариантов (психотипов) превзойдёт когда-либо живших и ныне живущих на Земле людей;
- физиогномическая соционика разделяет типы лиц людей по принципу «от психологических черт к соматическим чертам», в то время как «астрологическая физиогномика» (в том числе и многие другие типологические классификации) основывается принципа «от соматических черт к психологическим чертам». Соционика явилась дальнейшим развитием учения Карла Густава Юнга (1875—1961) о восьми психологических типах человека;
- в классической антропологии использовались классификации человека по расам, основанные на морфометрических особенностях и связанные с единством проживания и определённой областью распространения. Признаками отличия рас являются цвет кожи, глаз, волос, форма носа, форма черепа, пропорции лица и т. д. Эти различия сформировались в результате географических, климатических, этнографических условий. С физиогномикой связаны античные представления (Гиппократ) о зависимости внешних особенностей и психического склада народа и индивида от климатических условий[40].
- технология экспресс — диагностики характера человека по чертам лица — фенотипология. Основатели данного метода Марк Лучин и Нелли Вахтерова, начали свои исследования около 20 лет назад в этом направлении и утверждают, что существует разница между фенотипологией и физиогномикой, так как все основано на точных замерах и физиологии человека.

4. в зависимости от ошибок атрибуций приводящие к социальному искажению или эффекты субъективного социального восприятия лица человека:
- эффект субъективного подтверждения или эффект Барнума — Форера;
- эффект стереотипизации — эффект первичности (эффект первого впечатления, эффект знакомства);
- эффект красоты — «явная физическая привлекательность повышает положительную оценку … черт личности»[41];
- эффект физиогномической редукции — вывод о присутствии психологической характеристики делается на основе черт внешности.

Достоверность физиогномических выводов, однако, весьма спорна и основаны они на процентах вероятности, а это значит, что никаких постулатов в корреляциях внешности и личности нет. Представление о том, что, зная некоторые закономерности, можно сделать точный вывод о характере незнакомого человека по лицу — одно из типичных заблуждений авторов так называемой популярной литературы. «Конечно, всем хочется научиться читать человека, как книгу. Но это невозможно: слишком много факторов нужно учесть, чтобы делать выводы». Поэтому, о человеке, которого вы видите впервые, сказать можно не так уж и много — велик риск ошибиться. «Тем не менее, несмотря на эти трудности, физиогномика имеет несколько привлекательных черт. Её исследования носят холистический (нередукционистский), феноменологический (опытно-описательный) и междисциплинарный характер».

## Прикладные аспекты физиогномики

### Лицо в криминалистике
Идентификация человека по признакам внешности представляет собой установление тождества или различия конкретного лица путём описания примет внешности по определённой системе и с применением специальной терминологии. Отождествление человека по признакам внешности возможно в силу того, что каждый человек обладает лишь ему присущей индивидуальной совокупностью признаков, которые отличают его от других людей и даже близких родственников (неповторимость форм, размеров и пр.), а также их относительной устойчивостью (форма головы, линия профиля, нос, скулы). Различные отображения признаков лица человека в виде описания примет человека («словесный портрет») и субъективного портрета — габитоскопия, пластического и графического реконструкций лица по черепу применяются в практике расследования преступлений и биометрии..

### Лицо в медицине
«Лицу человека на протяжении всей истории человечества уделялось пристальное внимание. Научный интерес к изучению человеческого лица в разные периоды характеризовался различными специфическими особенностями и интенсивностью <…> В настоящее время отмечается устойчивый рост числа подобных исследований в различных областях науки, начиная с традиционных направлений психологической науки <…>, включая медицинскую и онтопсихологию, в которых особенности и черты лица человека используются в качестве дополнительных критериев оценки для выявления предрасположенности к образованию патологий (Л. Сонди, Л. В. Куликов, К. Теппервайн) и для дифференциации психосоматических состояний (Г. Дюрвиль, А. Дюрвиль, А. Менегетти и др.) <…>» В связи с этим, «в научной и народной медицине сложилось несколько подходов, основанных на установлении связей между особенностями лица и заболеваниями человека»:
- психосоматический подход занимается изучением влияния психологических факторов на возникновение ряда соматических заболеваний;
- патофизиогномический подход, который представляет западный взгляд на признаки болезней, предполагает диагностику болезней по внешним признакам на лице человека.

### Лицо в искусстве
Во многих произведениях искусства можно встретить изображения и выражения лиц. Авторы могут передавать этим душевные состояния, но не характер.

## Пояснительные примечания
1. ↑  В 1893 г. Р. Ферстер опубликовал отдельным изданием дошедшие до нас тексты античных физиогномистов, сопровождаемые подборкой свидетельств греческих и латинских авторов о физиогномике в «Scriptores physiognomonici graeci et latini. Lipsiae» (1893. Vol. 1-2). Именно это издание сообщает, что до наших дней сохранились четыре сочинения — Аристотеля, Полемона Лаодикейского, Адамантия (предположительно Адамантия Александрийского) и анонимного латинского автора (Источник: В. Н. Илюшечкин «Античная физиогномика» // «Человек и общество в античном мире». — М.: Наука, 1998, 441—465 с.)
2. ↑  «Фирасат» является главой священной книги мусульман «Матлауль — улум» (Источник: Ю. Я. Халаминский «Дорогами легенд». М.: Сов. художник, 2-е изд., 1978. — 368 с.)